# Gunniopsis calcarea
Gunniopsis calcarea är en isörtsväxtart som beskrevs av R.J. Chinnock. Gunniopsis calcarea ingår i släktet Gunniopsis och familjen isörtsväxter. Inga underarter finns listade i Catalogue of Life.